# Єнакієвська міська територіальна громада
Єнакієвська міська громада — номінально утворена територіальна громада в Україні, у  Горлівському районі Донецької області. Адміністративний центр — місто Єнакієве.
Територія утвореної територіальної громади є тимчасово окупованою.
Утворена розпорядженням Кабінету Міністрів України від 12 червня 2020 р. № 710-р.

## Населені пункти територіальної громади
До складу громади входять 14 населених пунктів: 2 міста (Бунге, Єнакієве) 5 селищ (Дружне, Корсунь, Софіївка, Старопетрівське, Щебенка) та 7 сіл: Авіловка, Верхня Кринка, Кринички, Новоселівка, Путепровід, Шапошникове, Шевченко.